# Srebrenica-massakren
 Denne artikel bør gennemlæses af en person med fagkendskab for at sikre den faglige korrekthed.

Srebrenica-massakren er et folkedrab, der fandt sted i juli 1995 under krigen i Bosnien-Hercegovina, hvor over 8.000 bosniske muslimske drenge og mænd i byen Srebrenica blev myrdet af den bosnisk-serbiske hær anført af general og hærchef Ratko Mladić. Formålet var tilsyneladende etnisk udrensning.
Massakren betragtes som det største drab på en befolkningsgruppe i Europa siden 2. verdenskrig.
Efter krigen er mange soldater og officerer blevet tiltalt ved Det internationale tribunal til pådømmelse af krigsforbrydelser i det tidligere Jugoslavien. De anklagede er blevet tiltalt for krigsforbrydelser, herunder folkedrab, forbrydelser mod menneskeheden m.m.
Der er stadig mange uidentificerede lig, som ikke er blevet begravet, ligesom flere dukker op i massegrave i Bosnien.
En appeldomstolsafgørelse i sagen Anklagemyndigheden v. Krstić har fastslået, at der fandt en massakre sted, der kan betegnes som folkedrab.
Den ledende officer, Hærchef Ratko Mladic, blev endelig arresteret i Bosnien torsdag den 26. maj 2011. Han levede i mange år under jorden i Serbien under beskyttelse af sine tilhængere eller sågar endda af dele af det serbiske militær.

## Srebrenica (1992-1995)
I 1992 overtog bosniske muslimer kontrollen med Srebrenica under ledelse af den bosnisk-muslimske brigadegeneral Naser Orić. Tusinder af civile bosniske serbere blev drevet på flugt fra området.
Mellem marts og april 1993 blev flere tusinde bosniakker evakueret fra Srebrenica under FN's Højkommissær for Flygtninges (UNHCR) regi. Evakueringen blev modsat af den bosniske regering i Sarajevo som bidrag til den etniske udrensning af det overvejende bosniske territorium
Den 11. juli 1995 blev byen bl.a. som en reaktion på Naser Orićs aktioner mod serbiske landsbyer omkring Srebrenica angrebet og besat af den bosnisk-serbiske hær anført af general Ratko Mladić.

## Srebrenica-massakren

### Situationen i landsbyen Potočari
Ved aftenen den 11. juli 1995 havde ca. 20.000 til 25.000 bosniakiske flygtninge fra Srebrenica forsamlet sig i byen Potočari, hvor det hollandske hovedkvarter UNPROFOR Dutchbat lå, for at søge beskyttelse derinde.
Den 12. juli 1995 om morgenen begyndte de serbiske styrker at samle mænd og drenge blandt flygtningene i Potočari og holde dem under observation på forskellige områder. Da andre flygtninge begyndte at stige ombord på bussen, der blev sendt mod bosnisk territorium i nord, udskilte de serbiske soldater mænd i den militær-dygtige alder, som forsøgte at komme ombord. Desuden blev yngre og ældre mænd også stoppet (nogle så unge som 14 eller 15). Disse mænd blev taget med til en bygning i Potočari kaldet "Det Hvide Hus".
FN's Sikkerhedsråd udtrykte desuden bekymring over den humanitære situation i Potočari samme dag. Man fordømte offensiven fra de bosnisk-serbiske styrker og krævede øjeblikkelig tilbagetrækning.
Den 13. juli 1995 var hollandske bataljoner vidne til klare tegn på, at de serbiske soldater myrdede nogle af de bosniske mænd, der var blevet udskilt. For eksempel så korporal Vaasen, at to soldater tog en mand med om bag ved "Det Hvide hus", hvorfra der blev hørt skud. Derefter så han de to soldater vende tilbage alene.

### Efter massakren
I løbet af dagene efter massakren fløj amerikanske spionfly over Srebrenica-området og tog billeder, der viste at jorden i store områder omkring byen, var blevet fjernet som et tydeligt tegn på massegrave. 

## Afslutning af krigen
Efter Markale-massakren den 28. august lancerede NATO en bombekampagne i Bosnien-Hercegovina fra den 30. august til den 20. september. Dayton-fredsaftalen fra november 1995 afsluttede krigen.

## FN-mindedag
Trods modstand fra blandt andet Serbien vedtog FN's generalforsamling 23. maj 2024, at 11. juli fra og med 2025 skal være international mindedag for folkedrabet i Srebrenica.
Tyskland og Rwanda stod bag FN-resolutionen, som 84 medlemslande stemte for. 19 stemte imod, mens 68 undlod at stemme, heriblandt Grækenland og Cypern.
I resolutionsteksten fordømmer generalforsamlingen "enhver benægtelse" af folkedrabet.